# Campeonato Surinamês de Futebol 2011/12
O Campeonato Surinamês de Futebol da temporada 2011/12 foi a 76ª edição da competição. 
Foi vencida pelo Robinhood e vice-campeão foi a equipe do Inter Moengotapoe. Assim as do equipes do Robinhood e Inter de Moengotapoe garantiram a vaga na Campeonato de Clubes da CFU de 2013.

## Equipes Participantes
- Sport Vereniging Robinhood
- Inter Moengotapoe
- Sport Vereniging Transvaal
- Sport Vereniging Leo Victor
- Voorwaarts
- Ajax
- Cicerone
- Wbc
- Arsenal
- River Plate
- Nacional
- Desportes Caribe